# Trachypteris
Trachypteris — род жуков-златок.

## Распространение
Палеарктика: Европа, Закавказье, Казахстан, Россия, Северная Африка.

## Описание
Бронзового цвета златки с жёлтыми пятнами на надкрыльях. Длина 10-14 мм.

## Систематика
Относится к трибе Melanophilini Bedel, 1921 (Buprestinae). В роде выделяют несколько таксонов в статусе от вида и подвидов до полной их синонимизации в одном виде.
- РодTrachypteris Kirby, 1837
  - = Buprestis (Trachypteris) Kirby, 1837
  - = Melanophila (Trachypteris) Richter, 1949
    - Вид Trachypteris picta (Pallas, 1773), или Златка пятнистая (Melanophila picta Pallas) (тополевая восточная)
      - Подвид Trachypteris picta picta (Pallas, 1773) — Казахстан
      - Подвид Trachypteris picta decostigma (Fabricius, 1787) — Закавказье
      - Подвид Trachypteris picta indica (Théry, 1930)
      - Подвид Trachypteris picta leonhardi Obenberger, 1924
      - Подвид Trachypteris picta henoni Bedel, 1921